# Liste der IUGS-Stätten des geologischen Erbes
Die Liste der IUGS-Stätten des geologischen Erbes (engl. IUGS Geological Heritage Sites) enthält die ersten 100 vom Exekutivausschuss der International Union of Geological Sciences (IUGS) im Oktober 2022 unter dem UNESCO-Projekt Nr. 731 ausgewiesenen Stätten. Die zweiten 100 Stätten wurden während des 37. Internationalen Geologenkongresses im August 2024 in Busan (Südkorea) bekannt gegeben.
Die IUGS plant 2026 die dritte und 2028 die vierte Liste der 100 IUGS-Stätten des geologischen Erbes zu veröffentlichen.

## Definition
Eine Stätte des geologischen Erbes der IUGS ist folgendermaßen definiert: Es ist ein wichtiger Ort mit außergewöhnlichen geologischen Elementen und/oder Prozessen von höchster wissenschaftlicher internationaler Relevanz, die als globale Referenz dienen und/oder einen wesentlichen Beitrag zur Entwicklung der geologischen Wissenschaften im Laufe der Geschichte leisten.

## Liste
- Karte mit allen Koordinaten:
- OSM |
- WikiMap

Die ersten 200 Stätten des geologischen Erbes sind auf 76 Länder verteilt. (Stand September 2024)
| Nr. | Bild                                                                               | Kategorie                                        | Land                           | Bezeichnung (deutsch) | Bezeichnung (original)                                                                                           | Lage                                                     |
| --- | ---------------------------------------------------------------------------------- | ------------------------------------------------ | ------------------------------ | --- | --- | -------------------------------------------------------- |
| 001 | kein Rahmen                                                                        | Geschichte der Geowissenschaften                 | Vereinigtes Königreich         | Siccar Point Hutton-Diskordanz                                                                                                | Siccar point Hutton’s Unconformity                                                                               | 55° 55′ 53″ N, 2° 18′ 5″ W                               |
| 002 | kein Rahmen                                                                        | Geschichte der Geowissenschaften                 | Italien                        | Der Vulkankomplex der Phlegräische Felder aus dem Quartär                                                                     | The Quaternary Phlegrean Fields volcanic complex                                                                 | 40° 49′ 37″ N, 14° 8′ 20″ O                              |
| 003 | kein Rahmen                                                                        | Geschichte der Geowissenschaften                 | Kanada                         | Mohorovičić-Diskontinuität im Gros-Morne-Nationalpark                                                                         | Mohorovičić discontinuity at Gros Morne National Park                                                            | 49° 27′ 56″ N, 58° 2′ 22″ W                              |
| 004 | kein Rahmen                                                                        | Geschichte der Geowissenschaften, Vulkanologie   | Frankreich                     | Die holozänen Vulkane Puy de Dôme und Petit Puy de Dôme                                                                       | The Holocene Puy-de-Dôme and Petit-Puy-de-Dôme volcanoes                                                         | 45° 46′ 20″ N, 2° 57′ 52″ O                              |
| 005 | kein Rahmen                                                                        | Geschichte der Geowissenschaften                 | Vereinigtes Königreich         | Das paläozäne Vulkangestein des Giant's Causeway und der Causeway Coast                                                       | The Paleocene volcanic rocks of the Giant’s Causeway and Causeway Coast                                          | 55° 14′ 27″ N, 6° 30′ 42″ W                              |
| 006 | kein Rahmen                                                                        | Geschichte der Geowissenschaften                 | Tuvalu                         | Funafuti-Atoll | Funafuti Atoll                                                                                                   | 8° 30′ 56″ S, 179° 12′ 3″ O                              |
| 007 | kein Rahmen                                                                        | Geschichte der Geowissenschaften                 | Portugal                       | Capelinhos-Vulkan | Capelinhos volcano                                                                                               | 38° 36′ 5″ N, 28° 49′ 53″ W                              |
| 008 | kein Rahmen                                                                        | Geschichte der Geowissenschaften                 | Spanien                        | Vulkanische Caldera Taburiente auf der Insel La Palma                                                                         | Taburiente volcanic Caldera in La Palma Island                                                                   | 28° 44′ 0,8″ N, 17° 52′ 13,5″ W                          |
| 009 |                                                                                    | Geschichte der Geowissenschaften                 | Schweden                       | Quartäre glaziale Warven von Ragunda                                                                                          | Quaternary glacial varves of Ragunda                                                                             | 63° 7′ 10″ N, 16° 21′ 27″ O                              |
| 010 | kein Rahmen                                                                        | Geschichte der Geowissenschaften                 | Japan                          | Genbudo-Höhle | Genbudo Cave | 35° 35′ 17″ N, 134° 48′ 18″ O                            |
| 011 | kein Rahmen                                                                        | Geschichte der Geowissenschaften                 | Tschechische Republik          | GSSP für die Silur-Devon-Grenze bei Klonk                                                                                     | GSSP for the Silurian-Devonian boundary at Klonk Hill                                                            | 49° 54′ 3″ N, 14° 3′ 40″ O                               |
| 012 |                                                                                    | Stratigraphie und Sedimentologie                 | Südafrika                      | Archäischer Barberton-Grünsteingürtel                                                                                         | Archean Barberton Greenstone Belt                                                                                | 25° 30′ 0″ S, 30° 30′ 0″ O                               |
| 013 | kein Rahmen                                                                        | Stratigraphie und Sedimentologie                 | Brasilien                      | Paläoproterozoische Bandeisen-Formation des Quadrilátero Ferrífero                                                            | Paleoproterozoic Banded Iron Formation of the Quadrilátero Ferrífero                                             | 20° 14′ 25″ S, 43° 52′ 1″ W                              |
| 014 |                                                                                    | Stratigrafie und Sedimentologie                  | Namibia                        | Glaziale Aufzeichnungen der Marinoischen Schneeball Erde                                                                      | Glacial record of the Marinoan snowball Earth                                                                    | 20° 11′ 51″ S, 15° 1′ 11″ O                              |
| 015 |                                                                                    | Stratigrafie und Sedimentologie                  | Grönland                       | Die kambrische Explosion in Sirius Passet                                                                                     | The Cambrian Explosion in Sirius Passet                                                                          | 82° 47′ 35″ N, 42° 13′ 32″ W                             |
| 016 | kein Rahmen                                                                        | Stratigrafie und Sedimentologie                  | USA                            | Die große Diskordanz am Grand Canyon                                                                                          | The Great Unconformity at Grand Canyon                                                                           | 36° 5′ 13″ N, 112° 7′ 7″ W                               |
| 017 | kein Rahmen                                                                        | Stratigrafie und Sedimentologie                  | Volksrepublik China und Nepal  | Die ordovizischen Gesteine des Mount Everest                                                                                  | The Ordovician rocks of Mount Everest                                                                            | 27° 59′ 17″ N, 86° 55′ 30″ O                             |
| 018 |                                                                                    | Stratigrafie und Sedimentologie                  | Volksrepublik China            | Das große Aussterben von Perm bis Trias und die GSSPs von Meishan                                                             | Permian – Triassic great extinction and GSSPs of Meishan                                                         | 31° 4′ 51″ N, 119° 42′ 22″ O                             |
| 019 | kein Rahmen                                                                        | Stratigrafie und Sedimentologie                  | Portugal                       | Diskordanz zwischen Karbon und Trias in Telheiro                                                                              | Carboniferous – Triassic Unconformity in Telheiro                                                                | 37° 2′ 59″ N, 8° 58′ 48″ W                               |
| 020 | kein Rahmen                                                                        | Stratigrafie und Sedimentologie                  | Italien                        | Stratigraphischer Abschnitt von der Kreidezeit bis zum Paläogen in der Bottaccione-Schlucht, Gubbio                           | Cretaceous to Paleogene stratigraphic section of Bottaccione Gorge, Gubbio                                       | 43° 21′ 55″ N, 12° 34′ 57″ O                             |
| 021 |                                                                                    | Stratigrafie und Sedimentologie                  | Antarktis                      | Übergang Kreidezeit - Paläogen auf der Insel Seymour (Marambio)                                                               | Cretaceous – Paleogene transition at Seymour (Marambio) Island                                                   | 64° 17′ 15″ S, 56° 44′ 7″ W                              |
| 022 | kein Rahmen                                                                        | Stratigrafie und Sedimentologie                  | Spanien                        | Stratigraphischer Abschnitt Kreide - Paläogen in Zumaia                                                                       | Cretaceous – Paleogene stratigraphic section of Zumaia                                                           | 43° 17′ 59″ N, 2° 15′ 41″ W                              |
| 023 |                                                                                    | Stratigrafie und Sedimentologie                  | Indien                         | GSSP der Meghalayan-Stufe in der Mawmluh-Höhle                                                                                | GSSP of the Meghalayan Stage in the Mawmluh Cave                                                                 | 25° 15′ 30″ N, 91° 42′ 57″ O                             |
| 024 |                                                                                    | Paläontologie                                    | Kanada                         | Ediacarium-Fossilienfundstelle von Mistaken Point                                                                             | Ediacaran fossil site of Mistaken Point                                                                          | 46° 38′ 6″ N, 53° 12′ 40″ W                              |
| 025 |                                                                                    | Paläontologie                                    | Australien                     | Fossilien aus dem Ediacarium in den Ediacara Hills, Flinders Ranges                                                           | Ediacaran fossils in the Ediacara Hills, Flinders Ranges                                                         | 31° 19′ 52″ S, 138° 38′ 7″ O                             |
| 026 | kein Rahmen                                                                        | Paläontologie                                    | Volksrepublik China            | Kambrische Chengjiang Fossilienstätte und Lagerstätte                                                                         | Cambrian Chengjiang Fossil Site and Lagerstätte                                                                  | 24° 40′ 8″ N, 102° 58′ 38″ O                             |
| 027 | kein Rahmen                                                                        | Paläontologie                                    | Kanada                         | kambrischer Burgess-Schiefer (Paläontologischer Nachweis)                                                                     | Burgess Shale Cambrian Palaeontological Record                                                                   | 51° 26′ 18″ N, 116° 28′ 20″ W                            |
| 028 |                                                                                    | Paläontologie                                    | Marokko                        | Ordovizium Fezouata-Schiefer-Fossilienfundstelle in Jbel Tizagzaouine                                                         | Ordovician Fezouata Shale fossil site at Jbel Tizagzaouine                                                       | 30° 31′ 57″ N, 5° 49′ 58″ W                              |
| 029 |                                                                                    | Paläontologie                                    | Portugal                       | Riesentrilobiten des Mittleren Ordovizium im Steinbruch von Canelas                                                           | Middle Ordovician Giant trilobites of Canelas Quarry                                                             | 40° 57′ 55″ N, 8° 13′ 4″ W                               |
| 030 | kein Rahmen                                                                        | Paläontologie                                    | Polen                          | Devonische Tetrapodenfährten im Heiligkreuzgebirge                                                                            | Devonian Tetrapod Trackways of Holy Cross mountains                                                              | 50° 58′ 10″ N, 20° 41′ 27″ O                             |
| 031 | kein Rahmen                                                                        | Paläontologie                                    | Kanada                         | "Kohlezeitalter" Joggins Fossil Cliffs                                                                                        | “Coal Age” Joggins Fossil Cliffs                                                                                 | 45° 23′ 15″ N, 64° 2′ 54″ W                              |
| 032 |                                                                                    | Paläontologie                                    | Mosambik                       | Spätpermischer Tete-Fossilienwald                                                                                             | Late Permian Tete Fossil Forest                                                                                  | 15° 43′ 31″ S, 32° 18′ 15″ O                             |
| 033 | kein Rahmen                                                                        | Paläontologie                                    | Frankreich                     | Die Ammonitenplatte von Digne-les-Bains                                                                                       | The Ammonite Slab of Digne – les – Bains                                                                         | 44° 7′ 10″ N, 6° 14′ 3″ O                                |
| 034 | kein Rahmen                                                                        | Paläontologie                                    | Deutschland                    | Jura Solnhofen - Eichstätt Archaeopteryx Serienfundstelle                                                                     | Jurassic Solnhofen – Eichstätt Archaeopteryx serial site                                                         | 48° 53′ 25″ N, 10° 58′ 5″ O                              |
| 035 |                                                                                    | Paläontologie                                    | Kolumbien                      | Marine Reptilienlagerstätte aus der Unterkreide des Ricaurte Alto                                                             | Marine Reptile Lagerstätte from the Lower Cretaceous of the Ricaurte Alto                                        | 5° 37′ 48″ N, 73° 33′ 0″ W                               |
| 036 | kein Rahmen                                                                        | Paläontologie                                    | Kanada                         | Dinosaur Provincial Park | Dinosaur Provincial Park                                                                                         | 50° 46′ 4″ N, 113° 39′ 15″ W                             |
| 037 |                                                                                    | Paläontologie                                    | Jamaika                        | Rudistische Muscheln aus der späten Kreide der Karibikprovinz                                                                 | Late Cretaceous rudist bivalves of the Caribbean Province                                                        | 18° 9′ 18″ N, 77° 23′ 12″ W                              |
| 038 | kein Rahmen                                                                        | Paläontologie                                    | Deutschland                    | Paläontologische Funde aus dem Eozän der Grube Messel Fossilienstätte                                                         | Eocene paleontological record of Messel Pit Fossil site                                                          | 49° 54′ 46″ N, 8° 45′ 15″ O                              |
| 039 |                                                                                    | Paläontologie                                    | Uganda                         | Primaten aus dem Miozän Paläontologische Fundstätte von Napak                                                                 | Miocene primates Paleontological site of Napak                                                                   | 2° 8′ 30″ N, 34° 16′ 44″ O                               |
| 040 | kein Rahmen                                                                        | Paläontologie                                    | Griechenland                   | Versteinerter Wald aus dem frühen Miozän auf Lesbos                                                                           | Lesvos Early Miocene Petrified Forest                                                                            | 39° 12′ 32″ N, 25° 53′ 50″ O                             |
| 041 | kein Rahmen                                                                        | Paläontologie                                    | Tansania                       | Paläoanthropologische Stätten der menschlichen Entwicklung in Laetoli - Olduvai-Schlucht                                      | Palaeoanthropological sites of Human Evolution of Laetoli – Olduvai Gorge                                        | 3° 13′ 32″ S, 35° 11′ 32″ O                              |
| 042 | kein Rahmen                                                                        | Paläontologie                                    | USA                            | Asphaltsümpfe aus dem späten Quartär und paläontologische Fundstätte der Teergruben von La Brea                               | Late Quaternary Asphalt Seeps and Paleontological site of La Brea Tar Pits                                       | 34° 3′ 50″ N, 118° 21′ 20″ W                             |
| 043 |                                                                                    | Igneische und metamorphe Petrologie              | Australien                     | Archäische Zirkone von Erawondoo Hill                                                                                         | Archean Zircons of Erawondoo Hill                                                                                | 26° 10′ 58″ S, 116° 55′ 57″ O                            |
| 044 | kein Rahmen                                                                        | Igneische und metamorphe Petrologie              | Kanada                         | Der Nuvvuagittuq-Grünsteingürtel aus dem Hadean bis Eoarchean                                                                 | The Hadean to Eoarchean Nuvvuagittuq Greenstone Belt                                                             | 58° 17′ 31″ N, 77° 43′ 53″ W                             |
| 045 | kein Rahmen                                                                        | Igneische und metamorphe Petrologie              | USA                            | Archäische Gesteine in den östlichen Beartooth Mountains                                                                      | Archean Rocks of the Eastern Beartooth Mountains                                                                 | 45° 1′ 45″ N, 109° 24′ 57″ W                             |
| 046 | kein Rahmen                                                                        | Igneische und metamorphe Petrologie              | USA                            | Der Stillwater-Komplex | The Stillwater Complex                                                                                           | 45° 25′ 0″ N, 110° 0′ 0″ W                               |
| 047 | kein Rahmen                                                                        | Igneische und metamorphe Petrologie              | Volksrepublik China            | Rhyolitische Säulengestein-Formation aus der frühen Kreidezeit in Hongkong                                                    | Early Cretaceous Rhyolitic Columnar Rock Formation of Hong Kong                                                  | 22° 21′ 21″ N, 114° 22′ 13″ O                            |
| 048 | kein Rahmen                                                                        | Igneische und metamorphe Petrologie              | Mauretanien                    | Richat-Struktur, ein kreidezeitlicher Alkali-Komplex                                                                          | Richat Structure, a Cretaceous Alkaline Complex                                                                  | 21° 0′ 0″ N, 11° 31′ 12″ W                               |
| 049 | kein Rahmen                                                                        | Igneische und metamorphe Petrologie              | Chile                          | Der miozäne Torres del Paine Intrusionskomplex                                                                                | The Miocene Torres del Paine Intrusive Complex                                                                   | 50° 58′ 21″ S, 73° 0′ 0″ W                               |
| 050 | kein Rahmen                                                                        | Igneische und metamorphe Petrologie              | Malaysia                       | Mount Kinabalu Neogener Granit                                                                                                | Mount Kinabalu Neogene Granite                                                                                   | 6° 4′ 31″ N, 116° 33′ 32″ O                              |
| 051 | kein Rahmen                                                                        | Vulkanologie                                     | Äthiopien und Eritrea          | Die Danakil-Grabensenke und ihr Vulkanismus                                                                                   | The Danakil Rift depression and its volcanism                                                                    | 12° 45′ 0″ N, 40° 0′ 0″ O                                |
| 052 | kein Rahmen                                                                        | Vulkanologie                                     | Kamerun                        | Der Kamerun-Vulkan aus dem Quartär                                                                                            | The Quaternary Cameroon Volcano                                                                                  | 4° 12′ 55″ N, 9° 10′ 28″ O                               |
| 053 |                                                                                    | Vulkanologie                                     | Saudi-Arabien                  | Der historische Schlackenkegel des Jabal Qidr                                                                                 | The historic scoria cone of the Jabal Qidr                                                                       | 25° 43′ 13″ N, 39° 56′ 36″ O                             |
| 054 | kein Rahmen                                                                        | Vulkanologie                                     | Tansania                       | Der pleistozäne Kilimandscharo-Vulkan                                                                                         | The Pleistocene Kilimanjaro Volcano                                                                              | 2° 45′ 0″ S, 37° 0′ 0″ O                                 |
| 055 | kein Rahmen                                                                        | Vulkanologie                                     | Deutschland                    | Das holozäne Ulmener Maar | The Holocene Ulmen maar                                                                                          | 50° 12′ 37″ N, 6° 58′ 58″ O                              |
| 056 | kein Rahmen                                                                        | Vulkanologie                                     | Samoa                          | Der Matavanu-Vulkanausbruch von 1905 bis 1911                                                                                 | The 1905 – 1911 Matavanu volcanic eruption                                                                       | 13° 32′ 17″ S, 172° 23′ 38″ W                            |
| 057 | kein Rahmen                                                                        | Vulkanologie                                     | Vanuatu                        | Der aktive Vulkankomplex Yasur - Yenkahe                                                                                      | The active Yasur – Yenkahe volcanic complex                                                                      | 19° 31′ 45″ S, 169° 26′ 50″ O                            |
| 058 | kein Rahmen                                                                        | Vulkanologie                                     | Nicaragua                      | La Isla de Ometepe Quartäre Vulkane im Nicaraguasee                                                                           | La Isla de Ometepe Quaternary volcanoes in the Lake Nicaragua                                                    | 11° 30′ 10″ N, 85° 34′ 15″ W                             |
| 059 | kein Rahmen                                                                        | Vulkanologie                                     | Costa Rica                     | Der Vulkan Poás | The Poás Volcano                                                                                                 | 10° 11′ 47″ N, 84° 13′ 54″ W                             |
| 060 | kein Rahmen                                                                        | Vulkanologie                                     | Kolumbien                      | Der quartäre Vulkankomplex Nevado del Ruiz                                                                                    | The Nevado del Ruiz Quaternary Volcanic Complex                                                                  | 4° 53′ 43″ N, 75° 19′ 21″ W                              |
| 061 | kein Rahmen                                                                        | Vulkanologie                                     | Ecuador                        | Der Vulkankomplex Cotacachi - Cuicocha                                                                                        | The cotacachi – Cuicocha volcanic complex                                                                        | 0° 17′ 32″ N, 78° 21′ 27″ W                              |
| 062 | kein Rahmen                                                                        | Vulkanologie                                     | Griechenland                   | Die quartäre Caldera von Santorin                                                                                             | The Quaternary Santorini Caldera                                                                                 | 36° 24′ 38″ N, 25° 23′ 33″ O                             |
| 063 | kein Rahmen                                                                        | Vulkanologie                                     | Peru                           | Die Dampfphasen-Ignimbriten von Sillar in den Añashuayco (Añaswayq'u)-Steinbrüchen von Arequipa                               | The vapor phase ignimbrites of Sillar in the Añashuayco Quarries of Arequipa                                     | 16° 21′ 35″ S, 71° 36′ 23″ W                             |
| 064 |                                                                                    | Vulkanologie                                     | Peru                           | Die Calicanto-Pyroklastikabfolge des Huaynaputina-Ausbruchs von 1600 n. Chr.                                                  | The Calicanto pyroclastic succession of the 1600 CE Huaynaputina eruption                                        | 16° 44′ 7″ S, 70° 51′ 38″ W                              |
| 065 | kein Rahmen                                                                        | Vulkanologie                                     | Türkei                         | Die miozäne Abfolge der kappadokischen Ignimbriten                                                                            | The Miocene Cappadocian Ignimbrites sequence                                                                     | 38° 40′ 36″ N, 34° 51′ 16″ O                             |
| 066 | kein Rahmen                                                                        | Vulkanologie                                     | Chile                          | Das geothermische Feld El Tatio                                                                                               | El Tatio geothermal field                                                                                        | 22° 20′ 6″ S, 68° 0′ 47″ W                               |
| 067 | kein Rahmen                                                                        | Vulkanologie                                     | USA                            | Das vulkanische und hydrothermale Yellowstone-System                                                                          | The Yellowstone volcanic and hydrothermal system                                                                 | 44° 36′ 0″ N, 110° 36′ 0″ W                              |
| 068 | kein Rahmen                                                                        | Tektonik                                         | Vereinigtes Königreich         | Ynys Llanddwyn - spätes Neoproterozoikum - Kambrische Explosion                                                               | Ynys Llanddwyn late Neoproterozoic – Cambrian Mélange                                                            | 53° 8′ 19″ N, 4° 24′ 39″ W                               |
| 069 | kein Rahmen                                                                        | Tektonik                                         | Iran                           | Namakdan Salzhöhle | Namakdan Salt Cave                                                                                               | 26° 37′ 31″ N, 55° 31′ 0″ O                              |
| 070 | kein Rahmen                                                                        | Tektonik                                         | Vereinigtes Königreich         | Die Moine-Überschiebungszone                                                                                                  | The Moine Thrust Zone                                                                                            | 58° 2′ 2″ N, 5° 4′ 16″ W                                 |
| 071 | kein Rahmen                                                                        | Tektonik                                         | Guadeloupe                     | Oberjurassische ophiolitische Abfolge auf der Insel La Désirade                                                               | Upper Jurassic ophiolitic sequence in La Désirade Island                                                         | 16° 20′ 11″ N, 61° 0′ 13″ W                              |
| 072 | kein Rahmen                                                                        | Tektonik                                         | Volksrepublik China            | Das südtibetische Ablösungssystem im Rongbuk-Tal                                                                              | The South Tibetan Detachment System in the Rongbuk Valley                                                        | 28° 16′ 2″ N, 86° 48′ 36″ O                              |
| 073 | kein Rahmen                                                                        | Tektonik                                         | USA                            | Der metamorphe Kernkomplex der nördlichen Snake Range                                                                         | Northern Snake Range metamorphic core complex                                                                    | 39° 12′ 30″ N, 114° 4′ 33″ W                             |
| 074 | kein Rahmen                                                                        | Tektonik                                         | Japan                          | Nojima-Verwerfung | Nojima Fault | 34° 33′ 0″ N, 134° 56′ 16″ O                             |
| 075 |                                                                                    | Mineralogie                                      | Namibia                        | Tsumeb-Erzlagerstätte | Tsumeb Ore Deposit                                                                                               | 19° 13′ 0″ S, 17° 42′ 0″ O                               |
| 076 | kein Rahmen                                                                        | Mineralogie                                      | Spanien                        | Die riesige Quecksilberlagerstätte in der Almadén-Mulde                                                                       | The giant mercury deposit of the Almadén syncline                                                                | 38° 46′ 30″ N, 4° 50′ 30″ W                              |
| 077 |                                                                                    | Mineralogie                                      | Uruguay                        | Amethystvorkommen im Gemmologischen Bezirk Los Catalanes                                                                      | Deposits of amethysts of los catalanes gemological district                                                      | 30° 47′ 34″ S, 56° 16′ 13″ W                             |
| 078 | kein Rahmen                                                                        | Geomorphologie und aktive geologische Prozesse   | Australien                     | Uluru-Inselberg | Uluru inselberg                                                                                                  | 25° 20′ 40″ S, 131° 2′ 8″ O                              |
| 079 | kein Rahmen                                                                        | Geomorphologie und aktive geologische Prozesse   | Brasilien                      | Der Zuckerhut-Monolith von Rio de Janeiro                                                                                     | The Sugar Loaf monolith of Rio de Janeiro                                                                        | 22° 56′ 59″ S, 43° 9′ 23″ W                              |
| 080 | kein Rahmen                                                                        | Geomorphologie und aktive geologische Prozesse   | Volksrepublik China            | Shilin-Karst | Shilin Karst | 24° 47′ 30″ N, 103° 16′ 30″ O                            |
| 081 | kein Rahmen                                                                        | Geomorphologie und aktive geologische Prozesse   | Madagaskar                     | Tsingy von Bemaraha | Tsingy of Bemaraha                                                                                               | 18° 12′ 0″ S, 44° 34′ 0″ O                               |
| 082 | kein Rahmen                                                                        | Geomorphologie und aktive geologische Prozesse   | El Salvador                    | Das umgekehrte Relief von La Puerta del Diablo                                                                                | La Puerta del Diablo inverted relief                                                                             | 13° 37′ 26″ N, 89° 11′ 24″ W                             |
| 083 | kein Rahmen                                                                        | Geomorphologie und aktive geologische Prozesse   | Kuba                           | Quartäre interglaziale Korallen und marine Hebungsterrassen von Maisí                                                         | Quaternary interglacial coral and marine uplifted terraces of Maisí                                              | 20° 8′ 10″ N, 74° 13′ 59″ W                              |
| 084 | kein Rahmen                                                                        | Geomorphologie und aktive geologische Prozesse   | USA                            | Der Grand Canyon | The Grand Canyon                                                                                                 | 36° 3′ 56″ N, 112° 7′ 4″ W                               |
| 085 | kein Rahmen                                                                        | Geomorphologie und aktive geologische Prozesse   | Argentinien und Brasilien      | Iguazú / Iguaçu-Wasserfälle                                                                                                   | Iguazú / Iguaçu waterfalls                                                                                       | 25° 41′ 44″ S, 54° 26′ 13″ W                             |
| 086 | kein Rahmen                                                                        | Geomorphologie und aktive geologische Prozesse   | Sambia und Simbabwe            | Mosi-oa-Tunya / Victoriafälle                                                                                                 | Mosi-oa-Tunya / Victoria Falls                                                                                   | 17° 55′ 30″ S, 25° 51′ 30″ O                             |
| 087 | kein Rahmen                                                                        | Geomorphologie und aktive geologische Prozesse   | USA                            | Dry Falls und das kanalisierte Schorfland                                                                                     | Dry Falls and the Channeled Scabland                                                                             | 47° 36′ 23″ N, 119° 21′ 53″ W                            |
| 088 | kein Rahmen                                                                        | Geomorphologie und aktive geologische Prozesse   | Norwegen                       | Jutulhogget-Schlucht | Jutulhogget Canyon                                                                                               | 61° 59′ 59″ N, 10° 54′ 27″ O                             |
| 089 | kein Rahmen                                                                        | Geomorphologie und aktive geologische Prozesse   | Argentinien                    | Perito-Moreno-Gletscher | Perito Moreno Glacier                                                                                            | 50° 28′ 45″ S, 73° 3′ 58″ W                              |
| 090 | kein Rahmen                                                                        | Geomorphologie und aktive geologische Prozesse   | Schweiz                        | Felsgletscher im Engadin | Rockglaciers of the Engadine                                                                                     | 46° 25′ 43″ N, 9° 49′ 20″ O                              |
| 091 | kein Rahmen                                                                        | Geomorphologie und aktive geologische Prozesse   | Botswana                       | Das Okavango-Delta | The Okavango Delta                                                                                               | 19° 17′ 0″ S, 22° 54′ 0″ O                               |
| 092 | kein Rahmen                                                                        | Geomorphologie und aktive geologische Prozesse   | Iran                           | Yardang (Kalut) in der Lut-Wüste                                                                                              | Yardang (Kalut) in the Lut Desert                                                                                | 30° 31′ 48″ N, 58° 13′ 19″ O                             |
| 093 | kein Rahmen                                                                        | Geomorphologie und aktive geologische Prozesse   | Namibia                        | Namib-Sandmeer | Namib Sand Sea                                                                                                   | 22° 55′ 0″ S, 15° 9′ 0″ O                                |
| 094 | kein Rahmen                                                                        | Stratigraphie und Sedimentologie                 | Volksrepublik China            | Bilutu Megadünen und Seen in der Badain Jaran Wüste                                                                           | Bilutu megadunes and lakes in the Badain Jaran Desert                                                            | 39° 32′ 0″ N, 102° 5′ 0″ O                               |
| 095 | kein Rahmen                                                                        | Geomorphologie und aktive geologische Prozesse   | Italien                        | Vajont-Erdrutsch | Vajont landslide                                                                                                 | 46° 15′ 30″ N, 12° 20′ 31″ O                             |
| 096 | kein Rahmen                                                                        | Geomorphologie und aktive geologische Prozesse   | Türkei                         | Pamukkale Travertinen | Pamukkale Travertines                                                                                            | 37° 55′ 25″ N, 29° 7′ 15″ O                              |
| 097 | kein Rahmen                                                                        | Geomorphologie und aktive geologische Prozesse   | Chile                          | Puquios in der Llamara-Salzwüste                                                                                              | Puquios of the Llamara salt flat                                                                                 | 20° 37′ 19″ S, 69° 39′ 44″ W                             |
| 098 | kein Rahmen                                                                        | Geomorphologie und aktive geologische Prozesse   | Slowenien                      | Škocjan-Höhlen im klassischen Karst                                                                                           | Škocjan Caves in the Classical Karst                                                                             | 45° 39′ 47″ N, 13° 59′ 21″ O                             |
| 099 | kein Rahmen                                                                        | Geomorphologie und aktive geologische Prozesse   | Mexiko                         | Unterwasser-Höhlensystem Sac actun                                                                                            | Sac actun underwater cave system                                                                                 | 20° 14′ 47″ N, 87° 27′ 51″ W                             |
| 100 | kein Rahmen                                                                        | Impaktstrukturen und extraterrestrische Gesteine | Brasilien                      | Domo de Araguainha Einschlagstruktur                                                                                          | Domo de Araguainha Impact Structure                                                                              | 16° 48′ 0″ S, 52° 59′ 0″ W                               |
| 101 |                                                                                    | Geschichte der Geowissenschaften                 | Italien                        | Arduinos lithostratigrafische Abfolge des Agno-Tals                                                                           | Arduino’s lithostratigraphical sequence of the Agno Valley                                                       | 45° 41′ 32″ N, 11° 16′ 51″ O                             |
| 102 |                                                                                    | Geschichte der Geowissenschaften                 | Vereinigtes Königreich         | Die Steinbrüche von Cavansham Ferry und Llanstephan                                                                           | Cavansham Ferry and Llanstephan Quarries                                                                         | 52° 4′ 12″ N, 3° 17′ 32″ W                               |
| 103 |                                                                                    | Geschichte der Geowissenschaften                 | Vereinigtes Königreich         | Jurassische Küste: Lyme Regis                                                                                                 | Jurassic Coast: Lyme Regis                                                                                       | 50° 43′ 1″ N, 2° 57′ 1″ W                                |
| 104 |                                                                                    | Geschichte der Geowissenschaften                 | Vereinigtes Königreich         | Metamorphe Barrow-Zonen im schottischen Hochland                                                                              | Metamorphic Barrow Zones in Scottish Highlands                                                                   | 56° 54′ 0″ N, 2° 48′ 54″ W                               |
| 105 |                                                                                    | Geschichte der Geowissenschaften                 | Finnland                       | Kontaktmetamorphe Gesteine von Orijärvi                                                                                       | Contact metamorphic rocks of Orijärvi                                                                            | 60° 13′ 0″ N, 23° 32′ 0″ O                               |
| 106 |                                                                                    | Geschichte der Geowissenschaften                 | Belgien                        | Durbuy-Antiklinale | Durbuy Anticline                                                                                                 | 50° 21′ 13″ N, 5° 27′ 30″ O                              |
| 107 |                                                                                    | Geschichte der Geowissenschaften                 | Italien                        | Vulkan Vesuv | Vesuvius volcano                                                                                                 | 40° 49′ 18″ N, 14° 25′ 35″ O                             |
| 108 |                                                                                    | Geschichte der Geowissenschaften                 | Deutschland                    | Scheibenberg-Lavastrom | Scheibenberg lava flow                                                                                           | 50° 32′ 14″ N, 12° 55′ 26″ O                             |
| 109 |                                                                                    | Geschichte der Geowissenschaften                 | Frankreich                     | Vulkan Montagne Pelée | Montagne Pelée volcano                                                                                           | 14° 49′ N, 61° 10′ W                                     |
| 110 |                                                                                    | Geschichte der Geowissenschaften                 | Vereinigte Staaten von Amerika | Oligozäne Laccolithen und sedimentäre Felsdome in den Henry Mountains                                                         | Oligocene Laccoliths and Sedimentary Rock Domes of the Henry Mountains                                           | 37° 53′ 16″ N, 110° 41′ 51″ W                            |
| 111 |                                                                                    | Geschichte der Geowissenschaften                 | Neuseeland                     | Maruia-Wasserfälle | Maruia Falls | 41° 51′ 36″ S, 172° 15′ 8″ O                             |
| 112 |                                                                                    | Geschichte der Geowissenschaften                 | Frankreich                     | Mer de Glace | Mer de Glace | 45° 54′ 3″ N, 6° 56′ 45″ O                               |
| 113 |                                                                                    | Geschichte der Geowissenschaften                 | Norwegen                       | Esmark-Moräne und Otto Tanks Moräne                                                                                           | Esmark Moraine and Otto Tank’s Moraine                                                                           | 61° 53′ 37″ N, 7° 26′ 18″ O 58° 54′ 14″ N, 8° 8′ 14″ O   |
| 114 | kein Rahmen                                                                        | Geschichte der Geowissenschaften                 | Vereinigtes Königreich         | Die parallel verlaufenden Straßen von Glen Roy                                                                                | The Parallel Roads of Glen Roy                                                                                   | 56° 55′ 40″ N, 4° 47′ 54″ W                              |
| 115 |                                                                                    | Stratigraphie und Sedimentologie                 | Vereinigte Staaten und Kanada  | Die mesoproterozoische Belt-Purcell-Supergruppe                                                                               | The Mesoproterozoic Belt-Purcell Supergroup                                                                      | 48° 57′ 29″ N, 113° 53′ 31″ W                            |
| 116 |                                                                                    | Stratigraphie und Sedimentologie                 | Schweden                       | Der ordovizische Abschnitt des Steinbruchs Hällekis                                                                           | The Ordovician section of the Hällekis Quarry                                                                    | 58° 36′ 36″ N, 13° 23′ 37″ O                             |
| 117 |                                                                                    | Stratigraphie und Sedimentologie                 | Algerien und Libyen            | Die ordovizischen Gletscherpflasterungen des Tassili n'Ajjer                                                                  | The Ordovician glacial pavements of the Tassili n’Ajjer                                                          | 24° 55′ 0″ N, 10° 4′ 0″ O                                |
| 118 |                                                                                    | Stratigraphie und Sedimentologie                 | Irland                         | Die karbonische Entwicklung des Burren und der Cliffs of Moher                                                                | Carboniferous evolution of The Burren and Cliffs of Moher                                                        | 53° 0′ 46″ N, 9° 24′ 5″ W                                |
| 119 |                                                                                    | Stratigraphie und Sedimentologie                 | Vereinigte Staaten von Amerika | Permische Riffkomplexe in den Guadalupe Mountains                                                                             | Permian reef complex of the Guadalupe Mountains                                                                  | 31° 53′ 39″ N, 104° 49′ 18″ W                            |
| 120 |                                                                                    | Stratigraphie und Sedimentologie                 | Italien                        | Latemar-Trias-Karbonatplattform                                                                                               | Latemar Triassic carbonate platform                                                                              | 46° 22′ 51″ N, 11° 34′ 30″ O                             |
| 121 |                                                                                    | Stratigraphie und Sedimentologie                 | Kanada                         | Endtriassische Flutbasalte bei der Old Wife                                                                                   | End-Triassic Flood Basalts at the Old Wife                                                                       | 45° 23′ 15″ N, 64° 2′ 54″ W                              |
| 122 |                                                                                    | Stratigraphie und Sedimentologie                 | Vereinigte Staaten von Amerika | Der jurassische Navajo-Sandstein bei Coyote Buttes und The Wave                                                               | The Jurassic Navajo Sandstone at Coyote Buttes and The Wave                                                      | 36° 59′ 45″ N, 112° 0′ 23″ W                             |
| 123 |                                                                                    | Stratigraphie und Sedimentologie                 | Griechenland                   | Die oligozän-miozänen Molasse- und Felsnadeln von Meteora                                                                     | The Oligocene-Miocene molassic and rock pinacles of Meteora                                                      | 39° 43′ 18″ N, 21° 37′ 50″ O                             |
| 124 | kein Rahmen                                                                        | Stratigraphie und Sedimentologie                 | Italien                        | Die pliozäne Zyklostratygraphie von Scala dei Turchi                                                                          | Pliocene cyclostratygraphy of Scala dei Turchi                                                                   | 37° 17′ 23″ N, 13° 28′ 21″ O                             |
| 125 |                                                                                    | Stratigraphie und Sedimentologie                 | Namibia                        | Etosha-Pfanne | Etosha Pan | 18° 46′ 0″ S, 16° 22′ 0″ O                               |
| 126 |                                                                                    | Stratigraphie und Sedimentologie                 | Slowenien                      | Pliozäne bis holozäne Funde aus der Höhle Raciška Pecina                                                                      | Pliocene to Holocene records from Raciška Pecina Cave                                                            | 45° 30′ 12″ N, 14° 9′ 0″ O                               |
| 127 |                                                                                    | Stratigraphie und Sedimentologie                 | Japan                          | Holozäne Korallenriffterrassen der Insel Kikaijima                                                                            | Holocene coral reef terraces of Kikaijima Island                                                                 | 28° 17′ 31″ N, 129° 57′ 51″ O                            |
| 128 |                                                                                    | Stratigraphie und Sedimentologie                 | Australien                     | Shark Bay | Shark Bay | 25° 55′ 28″ S, 113° 48′ 17″ O                            |
| 129 | kein Rahmen                                                                        | Stratigraphie und Sedimentologie                 | Bolivien                       | Uyuni-Salzebene | Uyuni salt flat                                                                                                  | 20° 11′ 2″ S, 67° 36′ 16″ W                              |
| 130 |                                                                                    | Stratigraphie und Sedimentologie                 | Israel und Jordanien           | Totes Meer | The Dead Sea | 31° 33′ 32″ N, 35° 28′ 24″ O                             |
| 131 |                                                                                    | Stratigraphie und Sedimentologie                 | Türkei                         | Mars-Analogon des Salda-Sees                                                                                                  | Mars analog of Lake Salda                                                                                        | 37° 33′ 9″ N, 29° 40′ 53″ O                              |
| 132 |                                                                                    | Paläontologie                                    | Namibia                        | Ediacara-Fauna der Nama-Gruppe                                                                                                | Ediacaran fauna of the Nama Group                                                                                | 26° 43′ 56″ S, 16° 29′ 59″ O                             |
| 133 |                                                                                    | Paläontologie                                    | Kanada                         | Die spätdevonische Fossil-Fisch-Lagerstätte von Miguasha                                                                      | The Late Devonian fossil-fish Lagerstätte of Miguasha                                                            | 48° 6′ 18″ N, 66° 21′ 11″ W                              |
| 134 |                                                                                    | Paläontologie                                    | Volksrepublik China            | Permische Vegetation der Wuda-Fossilienstätte                                                                                 | Permian vegetation of the Wuda Fossil Site                                                                       | 39° 32′ 3″ N, 106° 37′ 36″ O                             |
| 135 |                                                                                    | Paläontologie                                    | Argentinien                    | Trias-Dinosaurier und Säugetierreptilien aus Ischigualasto                                                                    | Triassic Dinosaurs and mammalian reptiles from Ischigualasto                                                     | 30° 9′ 48″ S, 67° 50′ 32″ W                              |
| 136 |                                                                                    | Paläontologie                                    | Portugal                       | Dinosaurier-Fußabdrücke aus dem mittleren Jura in den Serras de Aire und Candeeiros                                           | Middle Jurassic dinosaur footprints from the Serras de Aire and Candeeiros                                       | 39° 34′ 11″ N, 8° 35′ 21″ W                              |
| 137 |                                                                                    | Paläontologie                                    | Volksrepublik China            | Dinosaurierfossilien aus dem Mittleren Jura in Dashanpu                                                                       | Dashanpu Middle Jurassic Dinosaur Fossils Site                                                                   | 29° 23′ 49″ N, 104° 49′ 27″ O                            |
| 138 |                                                                                    | Paläontologie                                    | Vereinigte Staaten von Amerika | Dinosaurierknochen aus dem Oberjura im Steinbruch Carnegie                                                                    | Upper Jurassic Carnegie Quarry Dinosaur Bone Site                                                                | 40° 26′ 26″ N, 109° 18′ 4″ W                             |
| 139 |                                                                                    | Paläontologie                                    | Spanien                        | Feuchtgebiet aus der frühen Kreidezeit von Las Hoyas                                                                          | Early Cretaceous wetland of Las Hoyas                                                                            | 40° 5′ 25″ N, 1° 53′ 45″ W                               |
| 140 |                                                                                    | Paläontologie                                    | Brasilien                      | Kreidezeitliche Lagerstätten von Cariri Stone                                                                                 | Cretaceous Lagerstätten of Cariri Stone                                                                          | 7° 7′ 12″ S, 39° 41′ 32″ W                               |
| 141 |                                                                                    | Paläontologie                                    | Vereinigte Staaten von Amerika | Die Dinosaurier-Nistplätze aus der Kreidezeit in der Willow Creek Anticline                                                   | The Cretaceous Dinosaur Nesting Grounds of the Willow Creek Anticline                                            | 47° 49′ 8″ N, 112° 11′ 18″ W                             |
| 142 |                                                                                    | Paläontologie                                    | Ägypten                        | Tal der Wale, Cetacea und Sirenia Fossilien aus dem Eozän des Wadi Al-Hitan                                                   | Whale Valley, Cetacea and Sirenia Eocene fossils of Wadi Al-Hitan                                                | 29° 15′ 54″ N, 30° 1′ 20″ O                              |
| 143 |                                                                                    | Paläontologie                                    | Kolumbien                      | Das neotropische La Venta-Biom des mittleren Miozäns                                                                          | The La Venta middle Miocene neotropical biome                                                                    | 3° 15′ 32″ N, 75° 10′ 3″ W                               |
| 144 |                                                                                    | Paläontologie                                    | Äthiopien                      | Die Fossilien des modernen Menschen in der Kibish-Formation                                                                   | The modern human fossils of the Kibish Formation                                                                 | 5° 18′ 46″ N, 35° 56′ 22″ O                              |
| 145 |                                                                                    | Paläontologie                                    | Nicaragua                      | Die menschlichen Fußabdrücke von Acahualinca                                                                                  | The Human Footprints of Acahualinca                                                                              | 12° 9′ 44″ N, 86° 18′ 48″ W                              |
| 146 |                                                                                    | Igneische und metamorphe Petrologie              | Norwegen                       | Die larvikitischen plutonischen Gesteine des Osloer Grabens                                                                   | The larvikite plutonic rocks of the Oslo Rift                                                                    | 59° 1′ 48″ N, 10° 10′ 48″ O                              |
| 147 |                                                                                    | Igneische und metamorphe Petrologie              | Vereinigtes Königreich         | Der Rum-Gesteinskomplex | The Rum Igneous Complex                                                                                          | 57° 0′ 0″ N, 6° 21′ 0″ W                                 |
| 148 | kein Rahmen                                                                        | Igneische und metamorphe Petrologie              | Vereinigte Staaten von Amerika | Devils Tower, Mateo Tepe | Devils Tower, Mateo Tepe                                                                                         | 44° 35′ 25″ N, 104° 42′ 53″ W                            |
| 149 |                                                                                    | Igneische und metamorphe Petrologie              | Italien                        | Die Mohorovičić-Diskontinuität in der Ivrea-Verbano-Zone                                                                      | The Mohorovicic discontinuity in the Ivrea-Verbano Zone                                                          | 46° 0′ 20″ N, 8° 19′ 16″ O                               |
| 150 |                                                                                    | Igneische und metamorphe Petrologie              | Norwegen                       | Der kambrische Leka-Ophiolith                                                                                                 | The Cambrian Leka Ophiolite                                                                                      | 65° 5′ 49″ N, 11° 38′ 57″ O                              |
| 151 |                                                                                    | Igneische und metamorphe Petrologie              | Oman                           | Der spätkreidezeitliche Samail-Ophiolit                                                                                       | Late Cretaceous Samail Ophiolite                                                                                 | 23° 10′ 0″ N, 58° 0′ 0″ O                                |
| 152 |                                                                                    | Igneische und metamorphe Petrologie              | Zypern                         | Untere Kissen-Laven des Troodos-Ophiolithen                                                                                   | Lower Pillow Lavas of Troodos Ophiolite                                                                          | 35° 0′ 42″ N, 33° 9′ 13″ O                               |
| 153 |                                                                                    | Igneische und metamorphe Petrologie              | Italien                        | Die Ultrahochdruckeinheit des Dora-Maira-Massivs                                                                              | The ultrahigh-pressure unit of the Dora-Maira Massif                                                             | 44° 36′ 25″ N, 7° 20′ 40″ O                              |
| 154 |                                                                                    | Vulkanologie                                     | Indien                         | Deccan-Fallen | Deccan Traps | 17° 55′ 16″ N, 73° 40′ 30″ O                             |
| 155 |                                                                                    | Vulkanologie                                     | Neuseeland                     | Muriwai Megakissen-Lavaströme                                                                                                 | Muriwai megapillow lava flows                                                                                    | 36° 50′ 6″ S, 174° 25′ 39″ O                             |
| 156 |                                                                                    | Vulkanologie                                     | Saudi-Arabien                  | Der pleistozäne Trockenmaarkrater Al Wahbah                                                                                   | The Pleistocene Al Wahbah dry maar crater                                                                        | 22° 54′ 2″ N, 41° 8′ 22″ O                               |
| 157 |                                                                                    | Vulkanologie                                     | Chile                          | El Laco Eisenlaven | El Laco iron lavas                                                                                               | 23° 49′ 37″ S, 67° 29′ 29″ W                             |
| 158 | kein Rahmen                                                                        | Vulkanologie                                     | Tansania                       | Ngorongoro-Krater | Ngorongoro Crater                                                                                                | 3° 10′ 28″ S, 35° 33′ 55″ O                              |
| 159 |                                                                                    | Vulkanologie                                     | Neuseeland                     | Ruapehu-Vulkan | Ruapehu Volcano                                                                                                  | 39° 17′ 0″ S, 175° 34′ 0″ O                              |
| 160 |                                                                                    | Vulkanologie                                     | Mexiko                         | Parícutin-Vulkan | Parícutin Volcano                                                                                                | 19° 29′ 35″ N, 102° 15′ 5″ W                             |
| 161 |                                                                                    | Vulkanologie                                     | Japan                          | Heisei Shinzan Lava-Dom | Heisei Shinzan Lava Dome                                                                                         | 32° 45′ 41″ N, 130° 17′ 55″ O                            |
| 162 |                                                                                    | Vulkanologie                                     | Tonga                          | Der aktive Hunga-Vulkan | The Active Hunga Volcano                                                                                         | 20° 32′ 50″ S, 175° 23′ 25″ W                            |
| 163 |                                                                                    | Vulkanologie                                     | Neuseeland                     | Rotoruas geothermische Felder, Ahi-tupua                                                                                      | Rotorua’s geothermal fields, Ahi-tupua                                                                           | 38° 9′ 49″ S, 176° 15′ 15″ O                             |
| 164 |                                                                                    | Tektonik                                         | Island                         | Der mittelatlantische Bergrücken auf Reykjanes                                                                                | The Mid-Atlantic ridge on Reykjanes                                                                              | 63° 48′ 47″ N, 22° 42′ 56″ W                             |
| 165 |                                                                                    | Tektonik                                         | Peru                           | Die Entwicklung der Anden im Colca Canyon                                                                                     | The evolution of the Andes in Colca Canyon                                                                       | 15° 36′ 41″ S, 71° 54′ 21″ W                             |
| 166 |                                                                                    | Tektonik                                         | Iran                           | Salzdome und Gletscher des Zagros-Falt- und Überschiebungsgürtels                                                             | Salt domes and glaciers of the Zagros Fold and Thrust Belt                                                       | 27° 18′ 11″ N, 55° 7′ 20″ O                              |
| 167 |                                                                                    | Tektonik                                         | Brasilien                      | Die Patos-Scherungszone | The Patos Shear Zone                                                                                             | 7° 2′ 19″ S, 37° 16′ 35″ W                               |
| 168 |                                                                                    | Tektonik                                         | Spanien                        | Überschiebungssystem der Esla-Einheit                                                                                         | Esla Unit thrust system                                                                                          | 42° 52′ 26″ N, 5° 9′ 50″ W                               |
| 169 | Glaerner Hautpüberschiebung an den Tschingelhörnern in einer historischen Aufnahme | Tektonik                                         | Schweiz                        | Glarner Überschiebung | Glarus Thrust | 46° 55′ 22″ N, 9° 15′ 5″ O                               |
| 170 |                                                                                    | Tektonik                                         | Spanien                        | Tektonische Struktur des Monte Perdido-Massivs                                                                                | Monte Perdido massif tectonic structure                                                                          | 42° 40′ 15″ N, 0° 4′ 2″ O                                |
| 171 |                                                                                    | Tektonik                                         | Vereinigtes Königreich         | Spröde Strukturen an der Küste von Somerset                                                                                   | Brittle structures of the Somerset Coast                                                                         | 51° 11′ 33″ N, 3° 13′ 37″ W                              |
| 172 |                                                                                    | Tektonik                                         | Italien                        | Oberflächenverwerfung einer seismischen Sequenz in Mt. Vettore                                                                | Surface faulting of a seismic sequence in Mt. Vettore                                                            | 42° 49′ 6″ N, 13° 15′ 10″ O                              |
| 173 |                                                                                    | Tektonik                                         | Spanien                        | Alpine überlagernde Knickfalten in Aliaga                                                                                     | Alpine superposed buckle folds in Aliaga                                                                         | 40° 40′ 5″ N, 0° 41′ 55″ W                               |
| 174 |                                                                                    | Tektonik                                         | Peru                           | Meeresterrassen von San Juan de Marcona                                                                                       | Marine terraces of San Juan de Marcona                                                                           | 15° 21′ 21″ S, 75° 9′ 4″ W                               |
| 175 |                                                                                    | Mineralogie                                      | Afghanistan                    | Die Sar-e-Sang Lapislazuli-Lagerstätte                                                                                        | The Sar-e-Sang Lapis Lazuli Deposit                                                                              | 36° 12′ 36″ N, 70° 47′ 36″ O                             |
| 176 |                                                                                    | Mineralogie                                      | Südafrika                      | Das Kalahari-Manganfeld | The Kalahari Manganese Field                                                                                     | 27° 12′ 7″ S, 22° 58′ 13″ O                              |
| 177 |                                                                                    | Mineralogie                                      | Australien                     | Die Pb-Zn-Ag-Lagerstätte Broken Hill                                                                                          | The Broken Hill Pb-Zn-Ag deposit                                                                                 | 31° 57′ 0″ S, 141° 28′ 0″ O                              |
| 178 |                                                                                    | Mineralogie                                      | Kanada                         | Das Mineralienvorkommen von Mont Saint-Hilaire                                                                                | Mineral site of Mont Saint-Hilaire                                                                               | 45° 33′ 2″ N, 73° 9′ 20″ W                               |
| 179 |                                                                                    | Mineralogie                                      | Kolumbien                      | Die Smaragdlagerstätte Muzo                                                                                                   | The Muzo emerald deposit                                                                                         | 5° 32′ 22″ N, 74° 8′ 43″ W                               |
| 180 |                                                                                    | Geomorphologie und aktive geologische Prozesse   | Vereinigtes Königreich         | Granitlandschaften im Dartmoor                                                                                                | Granite landforms of Dartmoor                                                                                    | 50° 34′ 18″ N, 3° 54′ 55″ W                              |
| 181 |                                                                                    | Geomorphologie und aktive geologische Prozesse   | Ungarn                         | Umgekehrte Landschaft eines phreatomagmatischen monogenetischen Vulkanfeldes aus dem Plio-Pleistozän im Bakony-Balaton Upland | Inverted landscape of a Plio-Pleistocene phreatomagmatic monogenetic volcanic field in the Bakony-Balaton Upland | 46° 50′ 38″ N, 17° 27′ 7″ O                              |
| 182 |                                                                                    | Geomorphologie und aktive geologische Prozesse   | Vereinigte Staaten von Amerika | Großer Salzsee | Great Salt Lake                                                                                                  | 41° 3′ 0″ N, 112° 15′ 51″ W                              |
| 183 |                                                                                    | Geomorphologie und aktive geologische Prozesse   | Kanada                         | Mackenzie-Delta | Mackenzie Delta                                                                                                  | 68° 43′ 1″ N, 132° 39′ 45″ W                             |
| 184 |                                                                                    | Geomorphologie und aktive geologische Prozesse   | Südkorea                       | Getbol Wattenmeer | Getbol Tidal Flats                                                                                               | 34° 49′ 44″ N, 126° 6′ 16″ O                             |
| 185 |                                                                                    | Geomorphologie und aktive geologische Prozesse   | Frankreich                     | Fontaine de Vaucluse | Fontaine de Vaucluse                                                                                             | 43° 55′ 4″ N, 5° 7′ 57″ O                                |
| 186 |                                                                                    | Geomorphologie und aktive geologische Prozesse   | Vereinigte Staaten von Amerika | Wakulla-Quelle | Wakulla spring                                                                                                   | 30° 14′ 6″ N, 84° 18′ 10″ W                              |
| 187 |                                                                                    | Geomorphologie und aktive geologische Prozesse   | Bosnien und Herzegowina        | Vrelo Bune Quelle | Vrelo Bune Spring                                                                                                | 43° 15′ 25″ N, 17° 54′ 15″ O                             |
| 188 |                                                                                    | Geomorphologie und aktive geologische Prozesse   | Vereinigte Staaten von Amerika | Mammuthöhle | Mammoth Cave | 37° 12′ 5″ N, 86° 8′ 39″ W                               |
| 189 |                                                                                    | Geomorphologie und aktive geologische Prozesse   | Jamaika                        | Der weiße Kalksteinkarst von Cockpit Country                                                                                  | The White Limestone Karst of Cockpit Country                                                                     | 18° 18′ 36″ N, 77° 37′ 48″ W                             |
| 190 |                                                                                    | Geomorphologie und aktive geologische Prozesse   | Volksrepublik China            | Guilin-Karst | Guilin Karst | 25° 0′ 8″ N, 110° 27′ 32″ O                              |
| 191 |                                                                                    | Geomorphologie und aktive geologische Prozesse   | Vietnam                        | Ha Long Bay - Cat Ba Archipel                                                                                                 | Ha Long Bay-Cat Ba Archipelago                                                                                   | 20° 54′ 0″ N, 107° 6′ 0″ O                               |
| 192 |                                                                                    | Geomorphologie und aktive geologische Prozesse   | Venezuela                      | Tepuis und Quarzitkarst in Gran Sabana                                                                                        | Tepuis and quartzite karst of Gran Sabana                                                                        | 5° 51′ 29″ N, 62° 31′ 7″ W                               |
| 193 |                                                                                    | Geomorphologie und aktive geologische Prozesse   | Neuseeland                     | Fjorde und hoch aufragende Meeresklippen in Fiordland                                                                         | Fjords and towering sea cliffs of Fiordland                                                                      | 44° 38′ 10″ S, 167° 53′ 38″ O                            |
| 194 |                                                                                    | Geomorphologie und aktive geologische Prozesse   | Norwegen                       | Fjorde und Gletscher in Hornsund und Van Mijenfjorden, Svalbard                                                               | Fjords and glaciers in Hornsund and Van Mijenfjorden, Svalbard                                                   | 76° 58′ 19″ N, 15° 47′ 4″ O 77° 50′ 30″ N, 16° 42′ 26″ O |
| 195 | kein Rahmen                                                                        | Geomorphologie und aktive geologische Prozesse   | Island                         | Vatnajökull | Vatnajökull | 64° 35′ N, 16° 53′ W                                     |
| 196 |                                                                                    | Geomorphologie und aktive geologische Prozesse   | Vereinigte Staaten von Amerika | Yosemite Valley | Yosemite Valley                                                                                                  | 37° 44′ 30″ N, 119° 34′ 12″ W                            |
| 197 |                                                                                    | Impaktstrukturen und extraterrestrische Gesteine | Südafrika                      | Vredefort-Kuppel | Vredefort Dome                                                                                                   | 27° 0′ 0″ S, 27° 18′ 0″ O                                |
| 198 | kein Rahmen                                                                        | Impaktstrukturen und extraterrestrische Gesteine | Deutschland                    | Ries-Krater | Ries Crater | 48° 53′ 3″ N, 10° 33′ 25″ O                              |
| 199 | kein Rahmen                                                                        | Impaktstrukturen und extraterrestrische Gesteine | Ghana                          | Einschlagskrater Bosumtwi-See                                                                                                 | Lake Bosumtwi Impact Crater                                                                                      | 6° 32′ 0″ N, 1° 25′ 0″ W                                 |
| 200 |                                                                                    | Impaktstrukturen und extraterrestrische Gesteine | Vereinigte Staaten von Amerika | Der Barringer Meteoritenkrater                                                                                                | The Barringer Meteorite Crater                                                                                   | 35° 1′ 41″ N, 111° 1′ 24″ W                              |